# Josef Gull
Josef Gull (5. prosince 1820 Sighișoara – 23. června 1899 Sighișoara) byl rakouský a uherský politik německé národnosti ze Sedmihradska, v 2. polovině 19. století poslanec Říšské rady, pak poslanec Uherského parlamentu.

## Biografie
Studoval práva v Târgu Mureș. V roce 1844 složil advokátské zkoušky. Působil pak jako správní úředník v Sighișoara. Během revolučního roku 1848 vystupoval na zemském sněmu v Kluži ve prospěch spojení Sedmihradska a Uherska. Poté, co ale uherský zemský sněm v Pešti neuznal požadavky sedmihradských Němců, obrátil se proti unii s Uherskem a přimknul se k vídeňské vládě. Zúčastnil se bitvy s uherskými jednotkami u Elisabethstadtu (Dumbrăveni). Roku 1851 se stáhl z veřejného života a působil jako advokát.
Po obnovení ústavní vlády se zapojil do politiky. V období let 1866–1881 byl starostou rodného Sighișoara. Od roku 1863 do roku 1864 byl též poslancem nově ustaveného Sedmihradského zemského sněmu v Sibiu. Zemský sněm ho delegoval i do Říšské rady (tehdy ještě volené nepřímo) za Sedmihradsko. 20. října 1863 složil slib, 12. listopadu 1864 opětovně složil slib.
Odmítal rakousko-uherské vyrovnání a v letech 1865–1866 se snažil na zemském sněmu v Kluži dojednat významné autonomní výsady pro Sedmihradsko. Poté, co zvítězila dualistická koncepce monarchie a Sedmihradsko bylo začleněno do Uherska, působil až do roku 1896 jako poslanec Uherského parlamentu. Podílel se na reorganizaci evangelické církve v Sedmihradsku.